# Contea di Yadong
La contea di Yadong (亚东县S, Yàdōng XiànP) o contea di Chomo è una contea della Cina, situata nella Regione Autonoma del Tibet e amministrata dalla prefettura di Shigatse.